# Opingiviksuak Island
Opingiviksuak Island är en ö i Kanada.   Den ligger i provinsen Newfoundland och Labrador, i den östra delen av landet, 1 700 km nordost om huvudstaden Ottawa. Arean är 12,5 kvadratkilometer.
Terrängen på Opingiviksuak Island är lite kuperad. Öns högsta punkt är 275 meter över havet. Den sträcker sig 5,5 kilometer i nord-sydlig riktning, och 4,5 kilometer i öst-västlig riktning.